# Санакоев, Таймураз Владимирович
Таймураз Владимирович Санакоев (осет. Санахъоты Владимиры фырт Таймураз; род. 12 (26) февраля 1932) — профессор, кандидат технических наук, советский и югоосетинский изобретатель, заслуженный изобретатель Грузинской ССР (единственный в Южной Осетии), Лауреат Государственной премии ГССР в области науки и техники при Совете Министров, один из основателей завода «Электровибромашина». Соавтор 9 авторских свидетельств на изобретения, более 40 научных работ, 4 монографий, специалист Академии наук СССР (1968—1988).

## Биография
Родился в городе Сталинир (ныне Цхинвал), в семье известного революционера и государственного деятеля Владимира (Серго) Аржевановича Санакоева 26 февраля 1932 года.
В 1956 году окончил Тбилисский Политехнический институт по специальности «горная электромеханика».
В 1967 году — в связи с досрочной защитой кандидатской диссертации закончил очную аспирантуру Московского института машиноведения АН СССР по специальности «динамика и прочность машин».
В 1956—1958 годах работал в г. Сталино (ныне — г. Донецк) начальником ремонтно-монтажного участка Шахтоуправления им. Феликса Кона.
В 1958-1966 годах работал в г. Сталинир на заводе «Электровибромашина» на должности главного конструктора.
C 1967 года — профессор кафедры «Технологические машины и оборудование» Юго-Осетинского государственного университета им. А. А. Тибилова.

## Научные труды
- Повышение устойчивости работы электровибрационных машин. // «Обогащение руд». — № 4. — Л., 1961.
- Теоретическое и экспериментальное определение области устойчивых и неустойчивых колебаний электровибрационных машин. //Бюллетень НТИ. — Тбилиси, 1962.
- Устойчивость рессорной системы электровибрационных машин. // «Обогащение руд». — № 4. — Л., 1964.
- Динамика виброударной площадки с электромагнитным приводом. // «Машиностроение». — М.: издательство АН СССР, 1965.
- Динамика двухмассовой вибоударной системы, изолированной от опоры упругой связью. // «Машиностроение». — № 5. — М.: издательство АН СССР, 1966.
- Устойчивость периодических режимов виброударной площадки с электромагнитным. приводом. // «Машиностроение». — № 2. — М.: издательство АН СССР, 1967.
- Динамика и устойчивость одномассовой виброударной системы с учетом вязкого сопротивления. // «Учёные записки ЮОГПИ». — Цхинвали, 1968.
- Вибромашина. — Цхинвали: «Ирыстон», 1968.
- Некоторые результаты экспериментального исследования горизонтальной виброплощадки с ограничителем. // «Механика машин». — М.: издательство АН СССР, 1969.
- Устойчивость периодических режимов движения двухмассовой колебательной системы со взаимным соударением масс. // Механика машин. — «Сообщения АН Грузинской ССР». — Т. 53. — Тбилиси, 1969.
- Динамика трехмассовой виброударной системы. // «Учёные записки ЮОГПИ». — Цхинвали, 1970.
- Вибрационная площадка для изготовления бетонных и железобетонных изделий малых габаритов. // «Бюллетень НТИ». — № 13. — Тбилиси, 1971.
- Устойчивость периодических виброударных режимов движения трехмассовой колебательной системы. // Сб. «Механика машин». — АН Грузинской АН ССР, 1974.
- Эффективность внедрения электровибрационной техники на примере завода «Запорожсталь». // Бюллетень НТИ. — № 13. — Тбилиси, 1974.
- Оптимальная подвеска рабочего органа вибромашины. // Бюллетень НТИ. — № 5. — Тбилиси, 1976.
- Проектирование и расчет электровибрационных машин. — Цхинвали: «Ирыстон», 1983.
- К анализу виброударных систем. // Сборник «Механика машин». — Тбилиси: АН Грузинской ССР, 1980.
- Очерки истории завода Электровибромашина. // Цхинвал: «Ирыстон», 1983.
- Анализ и синтез режимов работы элекровибромашин. — Издательство Владикавказского научного центра РАН, 2006.
- Малогистерезисная упругая система электровибрационных машин. // «Учёные записки ЮОГУ». — «Ирыстон», 2007.
- Глапирование рабочего органа вибрационных машин. // «Учёные записки ЮОГУ». — «Республика», 2011.
- Эффективность виброударного метода уплотнения. // «Учёные записки ЮОГУ». — 2013 (в печати).
- Исследование электромагнитных процессов в воздушном зазоре вибровозбудителя. // «Учёные записки ЮОГУ». — 2013 (в печати).

## Семья
Жена — Лора Александровна Плиева. Сыновья — Владимир, Александр.

## Награды и звания
Советские государственные награды и звания:
- Почетная грамота Исполком Совета депутатов трудящихся Юго-Осетинской автономной области. Сталинир, 8 мая 1961.
- Диплом I степени Совета Министров Грузинской ССР N321 от 18 мая 1984.
- Звание «Ветеран труда». Постановление Исполкома Юго-Осетинского областного Совета народных депутатов 5 октября 1985.
- Диплом II степени Совета Министров Грузинской ССР N273 от 7 мая 1987.
- Звание «Заслуженный изобретатель Грузинской ССР». Указ Президиума Верховного Совета ГССР от 23 декабря 1988 года.
- Медаль «Отличник изобретательства». Постановление Президиума Центрального Совета ВОИР от 23 июня 1982 года.
- Медаль «Отличник изобретательства». Постановление Президиума Центрального Совета ВОИР от 20 июня 1982 года.
- Медаль «Отличник изобретательства». Постановление Президиума Центрального Совета ВОИР от 19 июня 1987 года.

Юго-Осетинские государственные награды и звания:
- Звание «Заслуженный деятель науки Республики Южная Осетия». Указ Президента Республики Южная Осетия от 31 января 2001 года.
- Медаль «За доблестный труд». Указ Президента Республики Южная Осетия от 26 марта 2001 года.